# Flughafen Göteborg/Torslanda

i7
i11
i13
Der Flughafen Göteborg/Torslanda (IATA-Code: GOT, ICAO-Code: ESGB) war über 50 Jahre lang der Hauptflughafen Göteborgs. Er wurde 1923 eröffnet und im Jahr 1977 durch den neu erbauten Flughafen Göteborg/Landvetter ersetzt. Bei seiner Schließung 1977 gehörte er zu den ältesten Flugplätzen in Europa mit regelmäßigem Flugbetrieb.

## Lage
Der Flughafen lag bei der Ortschaft Torslanda in der schwedischen Provinz Västra Götalands län sowie der historischen Provinz (landskap) Bohuslän. Es erstreckt sich etwa zehn Kilometer westlich bis nordwestlich des Zentrums der Provinzhauptstadt Göteborg auf der Insel Hisingen, die zwischen dem Fluss Göta älv und seinem rechten Arm Nordre älv bei deren Mündung in das Kattegat liegt.

## Flughafendaten
Das System der Start- und Landebahnen ab 1948 bildete ein Dreieck aus den Bahnen 04/22 (der längsten Bahn), 09/27 und 14/32. Auch ein zweiter Hangar wurde in dieser Zeit errichtet. Die 1160 Meter lange Bahn 09/27 wurde im Jahr 1966 zum Rollweg und Abstellplatz für Flugzeuge degradiert, woraufhin nur die beiden anderen als Hauptlandebahnen verblieben. Die in der Infobox genannten Abmessungen beziehen sich auf die physische Ausdehnung der Bahnen, deren praktisch nutzbare Länge jedoch durch Hindernisse mehr oder weniger stark reduziert war. So war z. B. die verfügbare Landestrecke auf der Landebahn 22 nur 1719 statt 1929 Meter oder die verfügbare Startlaufstrecke (TORA) auf der Startbahn 32 nur 1730 statt der asphaltierten 2060 Meter. Durch die Felsen vor der Landebahn 22 musste auch der für ILS-Anflüge übliche Anflugwinkel des Gleitpfads von 3° auf steilere 3,25° erhöht werden. Direkt hinter dem Beginn der Startbahn 22 verlief eine Landstraße, die beim Starten eines Flugzeugs mittels einer Ampel gesperrt wurde, um vorbeifahrende Autos vor den heißen und schubstarken Abgasstrahlen startender Maschinen zu schützen.
Es waren kaum Rollwege zu den Start- und Landebahnen vorhanden, weshalb z. B. Flugzeuge für den Start auf der Bahn entlangrollen und am Bahnende wenden mussten.

## Geschichte

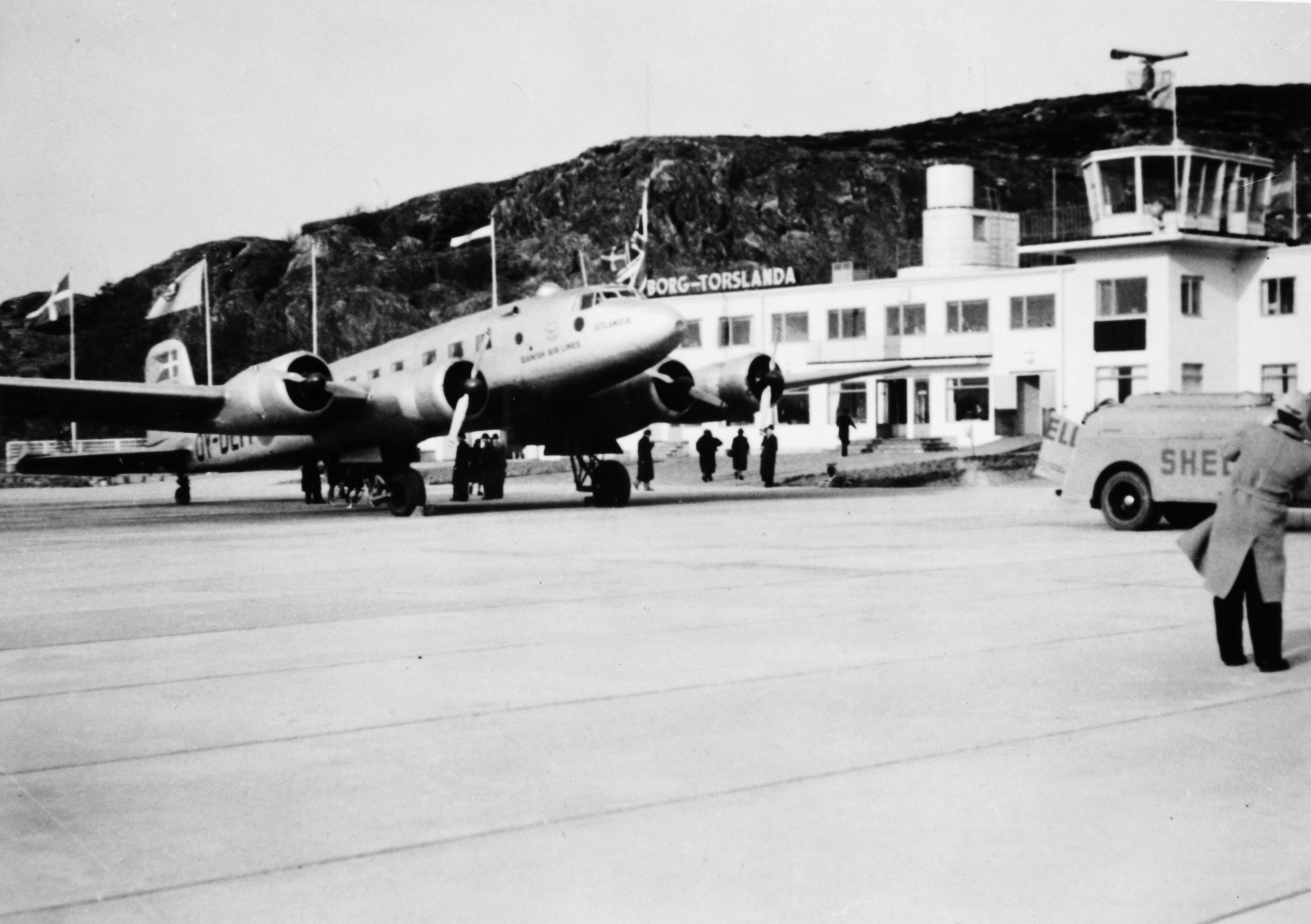
Focke-Wulf Fw 200 der DDL in Torslanda, 1938

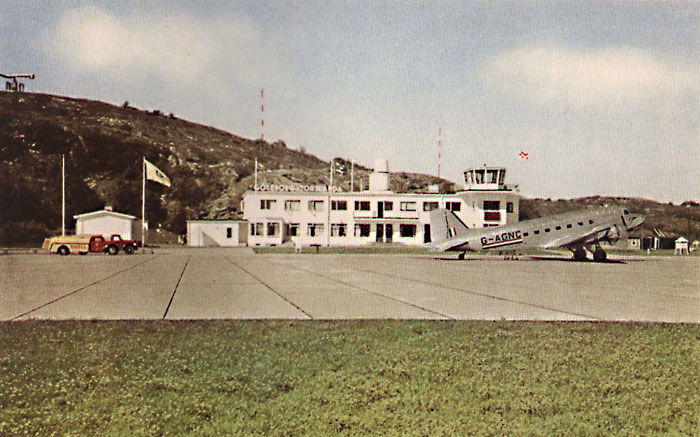
Flughafen Torslanda, etwa 1950

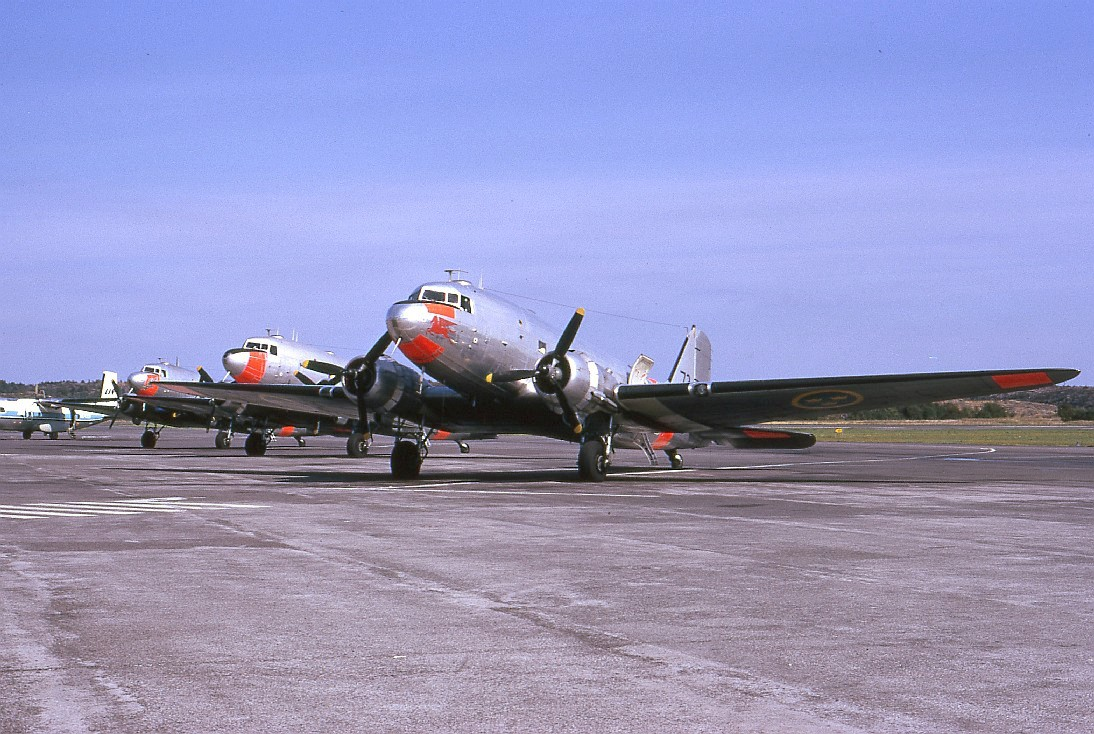
Auf der 1966 stillgelegten Landebahn 09/27 geparkte Douglas DC-3 der Schwedischen Luftstreitkräfte in Torslanda, 1973

Der Flughafen wurde am 5. August 1923 durch den damaligen König eingeweiht und beinhaltete auch einen Wasserflugzeughafen. Bereits fertiggestellt waren auch ein Hangar, ein Restaurant mit Hotel und Brücken zum Anlegen für den angeschlossenen Wasserflugplatz. Auch Vorrichtungen zum Anlegen von Luftschiffen waren vorhanden. Für Start und Landung stand eine fast kreisrunde Fläche mit Grasbelag und 500 Metern Durchmesser zur Verfügung. Im ersten Betriebsjahr gab es regelmäßige Linienflüge über Kopenhagen zum fast gleichzeitig eröffneten Flughafen Malmö/Bulltofta.
Ab 1927 flog die Deutsche Luft Hansa den Flughafen auf der Strecke Berlin–Stettin–Kopenhagen–Göteborg/Torslanda–Oslo an. Unter anderem flog in den 1930er Jahren auch die dänische Det Danske Luftfartselskab (DDL) mit dem viermotorigen, für damalige Verhältnisse großen Verkehrsflugzeug Focke-Wulf Fw 200 den Flughafen an. Bis zum Beginn des Zweiten Weltkriegs in Skandinavien nutzte die norwegische Det Norske Luftfartselskap (DNL) den Wasserflughafen in Torslanda mit Junkers Ju 52, die mit Schwimmern versehen waren.
Nach dem Zweiten Weltkrieg wurde bis 1948 eine großangelegte Expansion der Infrastruktur vorgenommen. In den 1960er Jahren wurden das alte Abfertigungsgebäude erweitert, ein neues Terminalgebäude sowie ein neuer Kontrollturm errichtet.
Auf dem Flughafen Torslanda fanden im Jahr 1969 gerade einmal 11.610 Landungen statt, überwiegend auf Linienflügen. Im Jahr 1972 verzeichnete der Platz 1.127.000 Passagiere; der Flughafen war damals der zweitgrößte in Schweden nach Stockholm/Arlanda. Doch zu diesem Zeitpunkt war der Flughafen bereits an seine Entwicklungsgrenze gestoßen.
Am Morgen des 3. Oktober 1977 flogen die letzten Maschinen ab und wurden zum neuen Flughafen Göteborg/Landvetter überführt, der am 1. Oktober eröffnet worden war. Danach wurde der Flughafen Torslanda nach 54 Jahren dauerhaft geschlossen.

### Nach der Schließung

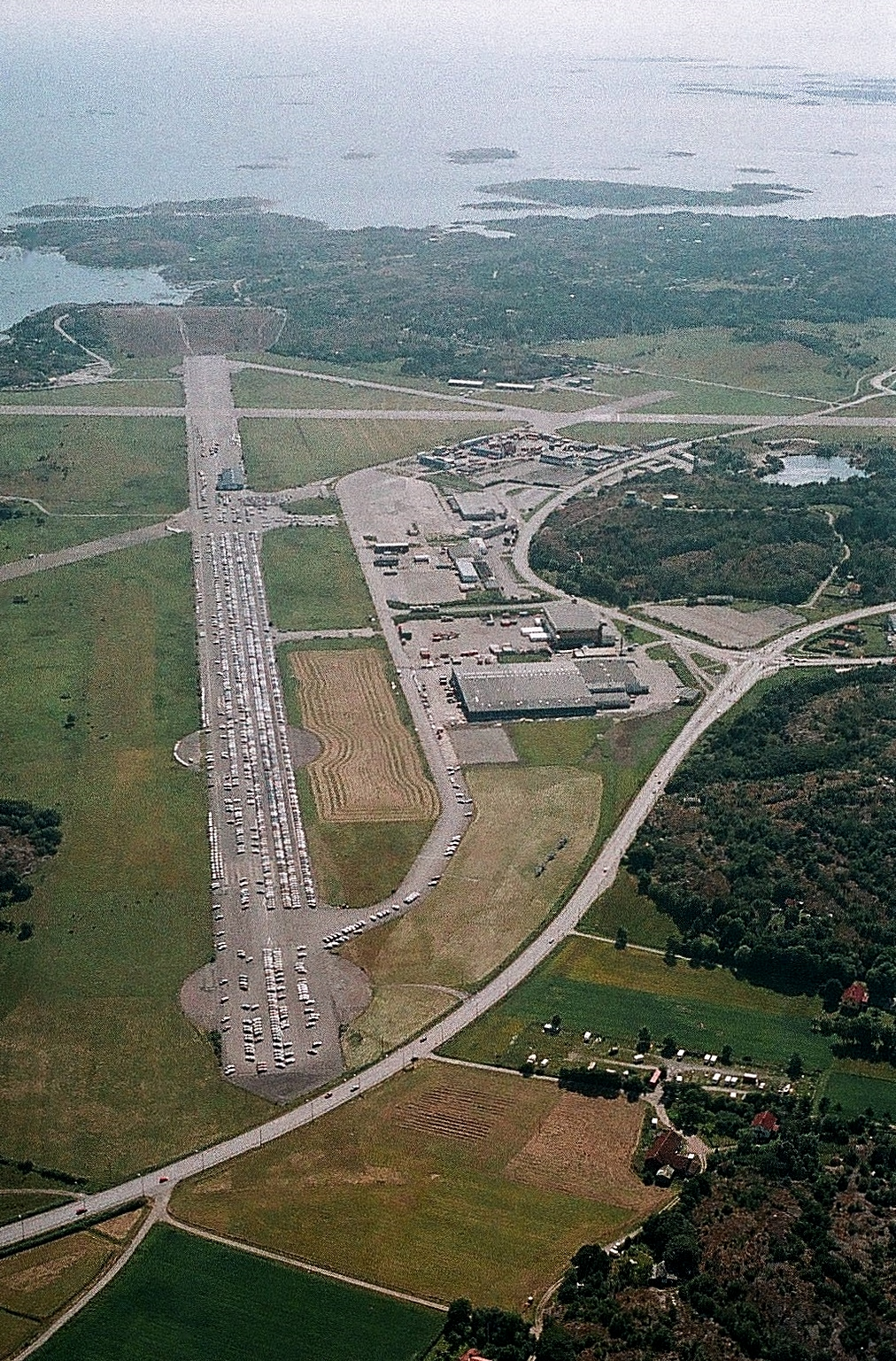
Die als Abstellplatz genutzte ehemalige Landebahn 22, Juli 1984

Die Landebahnen blieben noch viele Jahre nach der Schließung erhalten. Ab 1978 konnte damit begonnen werden, auf ihnen noch Modellflug zu betreiben. Später wurde ein Teil der Landebahnen durch den Fahrzeughersteller Volvo zum Abstellen von Hunderten von Fahrzeugen genutzt.
Bis 1979 blieben auf dem Flugplatz noch Polizeihubschrauber und eine Hubschraubereinheit des schwedischen Militärs stationiert. Diese wurden im Jahr 1979 zum Flughafen Göteborg/Säve verlegt.
Nachdem zunächst ein „riesengroßes Industriegebiet“ geplant war, wurde 2001 damit begonnen, nahezu das gesamte ehemalige Flughafengelände mit Wohnhäusern zu bebauen. Die beiden Abfertigungsgebäude (erbaut 1938 und 1969) und der Flugsicherungsturm existieren noch (Stand 2023). Die Start- und Landebahnen wurden im Jahr 1997 fast restlos entfernt und auf ihrem Gebiet Geschäfte, Wohnungen und Straßen gebaut; dieser neue Ortsteil von Torslanda trägt den Namen Amhult.
Heute gibt es dort Wohnungen, Geschäfte, kleine Unternehmen, Industriegebäude und den Yachthafen Torslandaviken.
Die Modellflugaktivitäten werden heute auf einer noch asphaltierten Nebenpiste betrieben, die 300 Meter östlich des alten Flugsicherungsturms verläuft.
Im Jahr 2023 ist auch auf Luftaufnahmen außer dem kleinen südwestlichen Ende der ehemaligen Landebahn 22 so gut wie nichts mehr vom ehemaligen Flughafen Torslanda zu erkennen.

## Fluggesellschaften und Ziele nach dem Zweiten Weltkrieg
Nach dem Zweiten Weltkrieg und der Gründung von SAS Scandinavian Airlines begann für den Flughafen ein neues Leben. SAS war die dominierende Fluggesellschaft.
Im Auslandsverkehr wurde die junge British European Airways zur ersten Gesellschaft, die eine bedeutsame Strecke eröffnete – sie eröffnete eine Route nach London. Andere europäische Fluggesellschaften kamen allmählich hinzu.
In den 1950er Jahren war der Verkehr auf dem Niveau des Flughafens Stockholm/Bromma und in den 1960er Jahren nahm er mit den neuen Charterflügen noch weiter stark zu. Die durchschnittliche jährliche Zunahme der Fluggastzahlen in den Jahren 1966–1976 betrug 25 %.

### 1957
Als Beispiel für den Lauf der Entwicklung sei der Sommerflugplan 1957 genannt. Bis auf einen einzigen Flug der British European Airways (BEA) von London und weiter nach Oslo mit Vickers Viscount gab es ausschließlich Flüge der SAS. Diese wurden ganz überwiegend mit Convair CV-440 durchgeführt. Im Inland gab es nur ein einziges Flugziel: Stockholm/Bromma. Auf Auslandsstrecken kam die Convair nach Kopenhagen, Hannover, Hamburg, Oslo und London zum Einsatz, teilweise mit Zwischenlandungen in Kopenhagen.
Einige wenige der SAS-Flüge fanden mit Douglas DC-3 (Stockholm/Bromma und als Frachtflüge nach Oslo und Kopenhagen) statt. Mit Douglas DC-6 wurden London und Oslo angeflogen. Zweimal pro Woche wurde damit außerdem der erste Transatlantikflug angeboten, und zwar nach zum Flughafen New York/LaGuardia.

### 1962
Ganz allmählich wurde die eher monotone Verteilung der Linienflüge auf SAS und Convair CV-440 durch eine etwas vielfältigere Gestaltung der Flugpläne ersetzt.
Auf der Frachtflugstrecke von Kopenhagen über Torslanda nach Oslo-Fornebu wurde die DC-3 im Jahr 1962 durch die kaum weniger altehrwürdige Curtiss C-46 Commando ersetzt, die von Fred. Olsens Flyselskap für SAS betrieben wurde.
Die ersten Strahlflugzeuge erschienen 1962 auf dem Flughafen Torslanda, als die Sud Aviation Caravelle von Finnair auf dem Weg vom Flughafen Helsinki-Vantaa nach London Heathrow hier zwischenlandete. Ebenso legte SAS mit der Caravelle zwischen Kopenhagen und Oslo-Fornebu eine Zwischenlandung ein. Die finnische Karair flog je einmal pro Woche aus Helsinki kommend mit Convair CV-440 nach Nizza bzw. über Luxemburg und Barcelona nach Málaga.

### 1967
Finnair ersetzte ihre Caravelle III durch die größere und leistungsstärkere Sud Aviation Super Caravelle 10B3 und führte den Weiterflug nunmehr nach Amsterdam. SAS brachte die Caravelle nun auch nach Frankfurt und London ein und erstmals auch auf der Inlandsstrecke nach Stockholm/Arlanda.
Mit der Convair CV-440 wurde eine neue Verbindung von Jönköping über Göteborg nach Halmstad aufgenommen und in den Sommerferien durch Visby – Jönköping ergänzt.
Ein weiterer Strahlflugzeugtyp kam mit der De Havilland DH.106 Comet 4 nach Torslanda, die durch British European Airways von London kommend und weiter nach Oslo fliegend eingesetzt wurde. Die Gesellschaft brachte auch erstmals die mächtige viermotorige Vickers Vanguard nach Torslanda.
Auch die schwedische Linjeflyg nahm den Betrieb nach Torslanda auf. Es war die erste Zwischenlandung auf der Strecke von Malmö/Bulltofta nach Karlstad-Jakobsberg und Borlänge, die mit der Nord 262 für 29 Passagiere beflogen wurde.
Bereits 1967 wurde aufgrund der stark gestiegenen Frachtnachfrage auf der Strecke von Kopenhagen über Torslanda nach Oslo die Curtiss C-46 Commando durch Douglas DC-6 und Douglas DC-7 ersetzt.
Eine weitere Frachtline wurde durch Finnair von Helsinki über Torslanda nach Amsterdam aufgenommen, bedient mit Douglas DC-3. Auch  British European Airways wurde in diesem Sektor aktiv und flog mit der Armstrong Whitworth Argosy London – Göteborg – Stockholm/Arlanda.

### 1972
Lufthansa eröffnete 1970 einen Passagierdienst mit Boeing 737, der von Hamburg über Torslanda nach Oslo führte.
British European Airways ersetzte die mittlerweile etwas betagte De Havilland Comet auf der Verbindung London – Göteborg – Oslo durch die Hawker Siddeley Trident. Für ihre Frachtflüge wurde die Argosy durch Vickers Vanguard Merchantman abgelöst, umgebaute Passagierflugzeuge.

### 1977
Im letzten Sommerflugplan vor der Schließung Anfang Oktober 1977 wurde Torslanda durch folgende Gesellschaften im Linienverkehr angeflogen:
(Fluggesellschaft – Flugzeugtyp – Flugziele)
Linjeflyg
- Fokker F28 – Sundsvall, Ängelholm
- Convair CV-440 – Visby
- de Havilland Canada DHC-6 Twin Otter – Borlänge, Karlstad-Jakobsberg

Finnair – Sud Aviation Super Caravelle 10B3 – Helsinki-Vantaa, Amsterdam
KLM – Douglas DC-9 – Amsterdam, Oslo-Fornebu
Jugoslovenski Aerotransport – Boeing 727 – Belgrad, Kopenhagen-Kastrup
British Airways – Hawker Siddeley Trident – London Heathrow
SAS – Douglas DC-9 – Stockholm/Arlanda, Amsterdam, Hamburg, Kopenhagen, London Heathrow, Oslo.
Im Frachtverkehr kamen SAS mit Douglas DC-9-30F und Lockheed L-188 Electra (durch Fred. Olsens Flyselskap), KLM ebenfalls mit DC-9-30F, British Airways mit der seltenen Vickers Vanguard Merchantman, Sabena mit Boeing 737 hinzu.
Lufthansa flog´mit Boeing 727-30QC Fracht auf der Strecke Frankfurt-Göteborg-Stockholm, wo die Maschine auf Passagiertransport umgerüstet wurde, und dann gleich zurück nach Frankfurt. An den alternierenden Tagen verlief die Streckenführung umgekehrt, d. h. es wurde von Frankfurt mit Passagieren nach Stockholm geflogen, dort die Paletten mit den Sitzen und der Galley ausgeladen und als Frachter über Göteborg zurück nach Frankfurt geflogen.

## Zwischenfälle

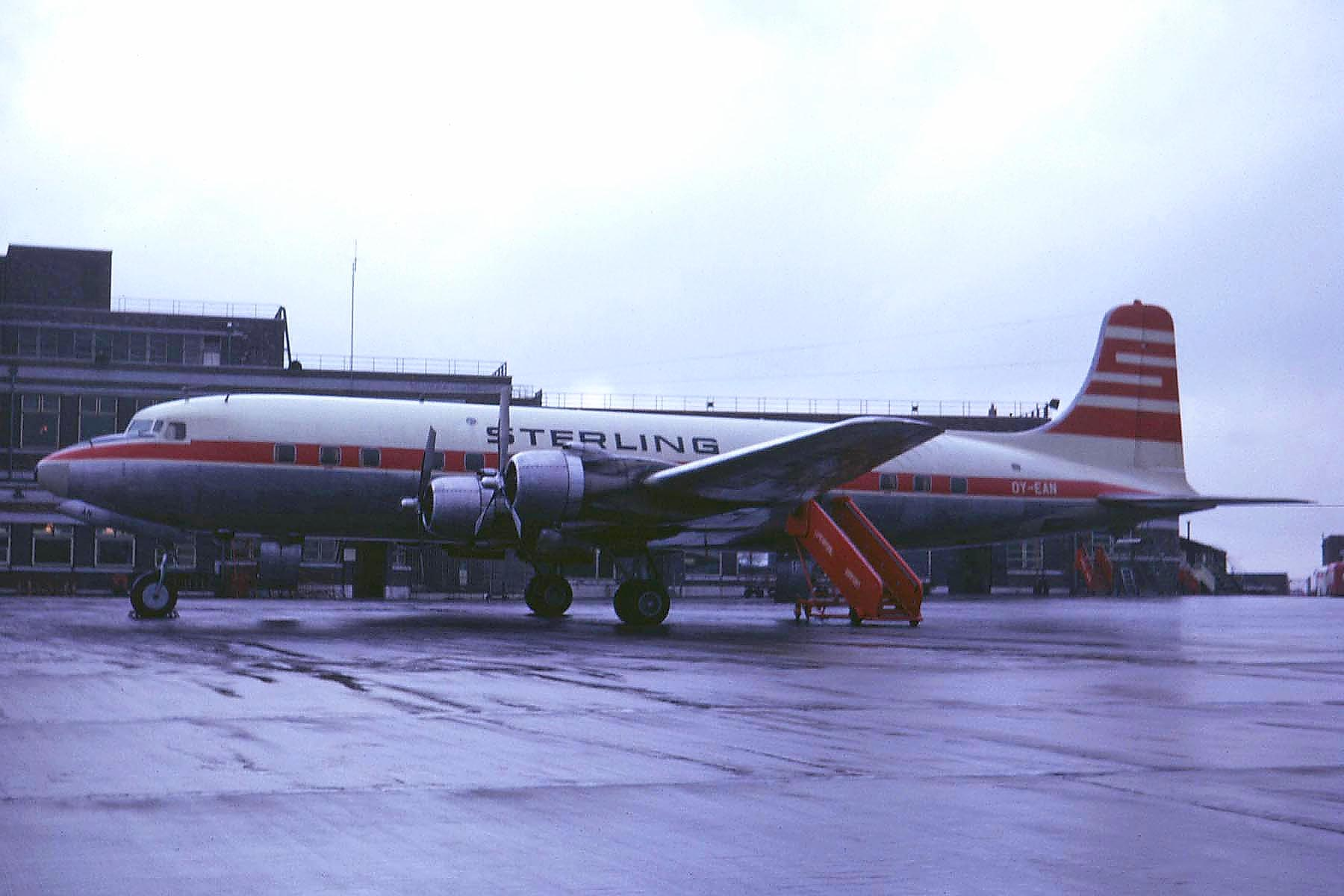
Die im Dezember 1967 verunglückte Douglas DC-6 (OY-EAN) in Liverpool, März 1966

Am 23. Dezember 1967 landete eine vom Flughafen Stockholm/Arlanda kommende Douglas DC-6B der dänischen Sterling Airways (Luftfahrzeugkennzeichen OY-EAN) hart auf der Landebahn am Flughafen Göteborg/Torslanda.
Nachdem beim ersten Anflugversuch wegen unzureichender Sicht auf die Landebahn durchgestartet werden musste, übernahm der Kapitän erst bei der Entscheidungshöhe die Kontrolle vom Ersten Offizier und landete sehr hart auf der Landebahn 22, aber erst etwa 3000 Fuß (910 Meter) hinter dem Landebahnbeginn. Das harte Aufsetzen erklärte der Kapitän mit einer Fehleinschätzung der Höhe, wobei er den Umkehrschub schon in der Luft betätigte, was einen plötzlichen Höhenverlust bewirkte.
Bei diesem zweiten Anflugversuch wurde die Maschine irreparabel beschädigt. In der linken Tragfläche kam es zu einem Bruch beim Triebwerk Nr. 2 (links innen), das linke Hauptfahrwerk und die Triebwerksaufhängungen wurden beschädigt. Die Maschine wurde zwar noch zur Rampe gerollt, aber aufgrund eines starken Treibstofflecks dort evakuiert, was in 2 Minuten ordentlich bewerkstelligt wurde.
Unter den 55 Insassen, sechs Besatzungsmitglieder und 49 Passagieren, gab es keine Verletzten.